# Alphabet phonétique de l'OTAN

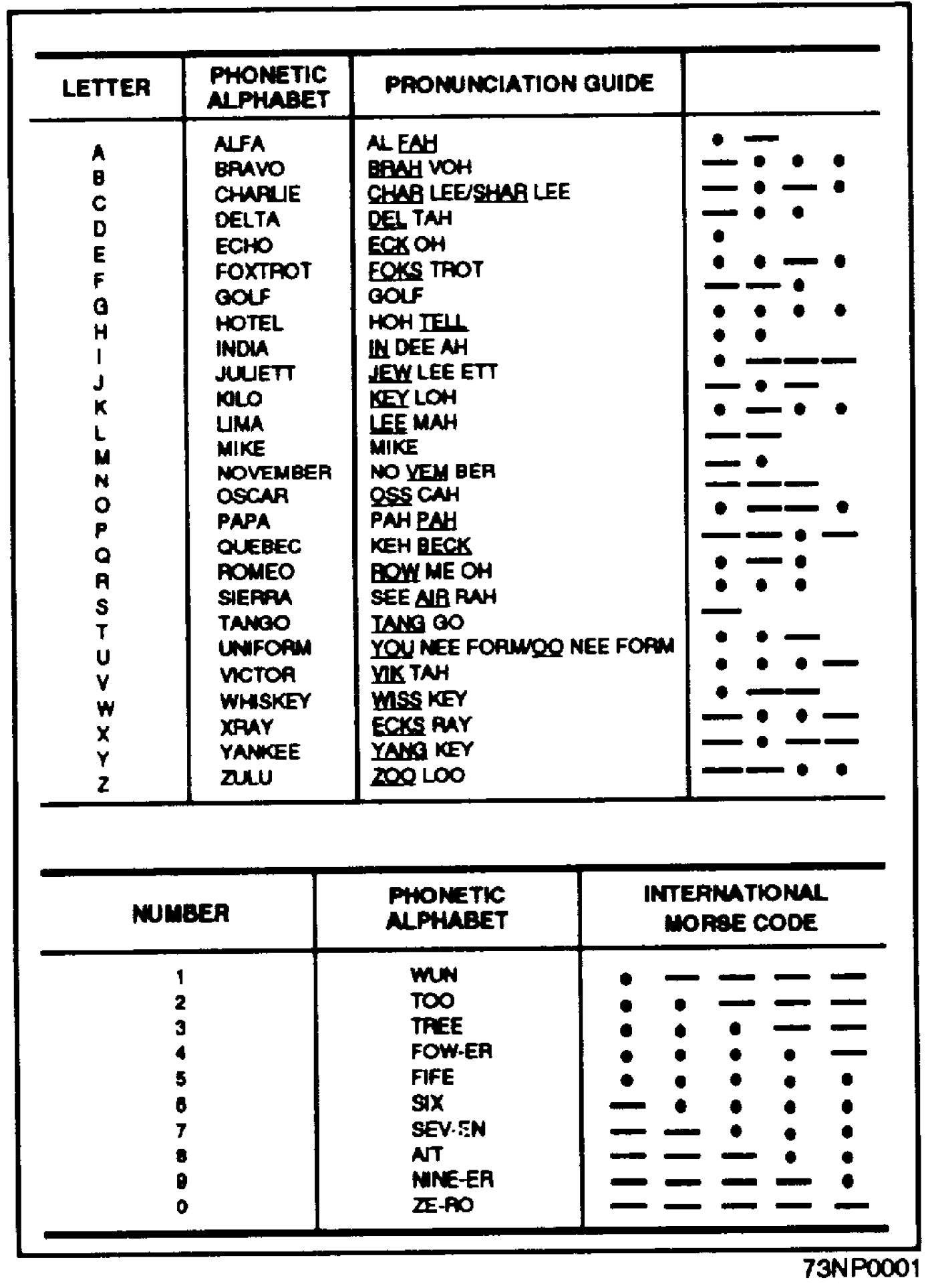
L'alphabet phonétique, avec l'alphabet morse et la prononciation, dans un manuel de l'US Navy (1996).

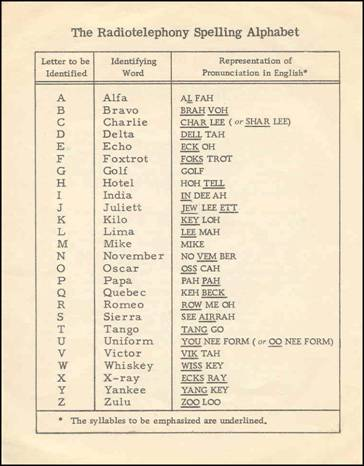
L'alphabet phonétique, dans un document de l'OACI (1955).

| Character | Morse Code | Telephony | Phonic (Pronunciation)          |
| --------- | ---------- | --------- | ------------------------------- |
| A         | ●−         | Alfa      | (AL-FAH)                        |
| B         | −●●●       | Bravo     | (BRAH-VOH)                      |
| C         | −●−●       | Charlie   | (CHAR-LEE) or (SHAR-LEE)        |
| D         | −●●        | Delta     | (DELL-TAH)                      |
| E         | ●          | Echo      | (ECK-OH)                        |
| F         | ●●−●       | Foxtrott  | (FOX-TROTT)                     |
| G         | −−●        | Golf      | (GOLF)                          |
| H         | ●●●●       | Hotel     | (HOH-TEL)                       |
| I         | ●●         | India     | (IN-DEE-AH)                     |
| J         | ●−−−       | Juliett   | (JEW-LEE-ETT)                   |
| K         | −●−        | Kilo      | (KEY-LOW)                       |
| L         | ●−●●       | Lima      | (LEE-MAH)                       |
| M         | −−         | Mike      | (MIKE)                          |
| N         | −●         | November  | (NO-VEM-BER)                    |
| O         | −−−        | Oscar     | (OSS-CAH)                       |
| P         | ●−−●       | Papa      | (PAH-PAH)                       |
| Q         | −−●−       | Quebec    | (KEH-BECK)                      |
| R         | ●−●        | Romeo     | (ROW-ME-OH)                     |
| S         | ●●●        | Sierra    | (SEE-AIR-RAH)                   |
| T         | −          | Tango     | (TANG-GO)                       |
| U         | ●●−        | Uniform   | (YOU-NEE-FORM) or (OO-NEE-FORM) |
| V         | ●●●−       | Victor    | (VIK-TAH)                       |
| W         | ●−−        | Whiskey   | (WISS-KEY)                      |
| X         | −●●−       | Xray      | (ECKS-RAY)                      |
| Y         | −●−−       | Yankee    | (YANG-KEY)                      |
| Z         | −−●●       | Zulu      | (ZOO-LOO)                       |
| 1         | ●−−−−      | One       | (WUN)                           |
| 2         | ●●−−−      | Two       | (TOO)                           |
| 3         | ●●●−−      | Three     | (TREE)                          |
| 4         | ●●●●−      | Four      | (FOW-ER)                        |
| 5         | ●●●●●      | Five      | (FIFE)                          |
| 6         | −●●●●      | Six       | (SIX)                           |
| 7         | −−●●●      | Seven     | (SEV-EN)                        |
| 8         | −−−●●      | Eight     | (AIT)                           |
| 9         | −−−−●      | Nine      | (NIN-ER)                        |
| 0         | −−−−−      | Zero      | (ZEE-RO)                        |

L'alphabet phonétique de l'OTAN est le nom que l'on donne parfois à l'alphabet radio international qui a été normalisé par l'Union internationale des télécommunications. Il est utilisé notamment par l'OACI et l'OTAN mais aussi par les services de secours utilisant les fréquences radio tels que les pompiers, la police nationale, la Croix-Rouge, la protection civile, Les Secouristes Français Croix Blanche, la sécurité civile, les radioamateurs, les Forces Armées Françaises (Armée de Terre, Armée de l'Air et de l'Espace, Marine Nationale et Gendarmerie Nationale), etc. Il est issu des différents alphabets radio utilisés par les forces armées des États-Unis et a remplacé les alphabets radio nationaux. Il a été généralisé par l'OTAN, d'où son nom dans le langage courant.

## Historique
Pour créer le code, une série d'agences internationales ont attribué 26 mots de code de manière acrophonique aux lettres de l'alphabet anglais, de sorte que les noms des lettres et des chiffres soient aussi distincts que possible, afin d'être facilement compris par ceux qui échangent des messages vocaux par radio ou par téléphone, indépendamment des différences de langue ou de la qualité de la connexion. Les mots de code spécifiques variaient, car certains mots apparemment distincts se sont révélés inefficaces dans des conditions réelles. En 1956, l'OTAN a modifié l'ensemble des mots de code alors utilisés par l'Organisation de l'aviation civile internationale (OACI) ; cette modification est devenue la norme internationale lorsqu'elle a été acceptée par l'OACI cette année-là et par l'Union internationale des télécommunications (UIT) quelques années plus tard. Les mots ont été choisis pour être accessibles aux locuteurs du français et de l'espagnol en plus de l'anglais ; l'orthographe de quelques mots codés a été modifiée pour faciliter leur utilisation.
Mis au point par des techniciens de 31 nations à la suite d'études très approfondies et de centaines de milliers d'essais, un nouveau code avait été mis en application depuis le 1er mars 1956, dans l'aviation civile internationale qui avait fait enregistrer sur disque la prononciation correcte des mots. Lors des conférences de Genève en 1959, un accord a été réalisé pour l'emploi d'une table d'épellation officielle, valable dans les relations internationales,.

## Tableau
Voici les codes et leur prononciation.
| Lettre | Code     | Prononciation,             | (API)               |
| ------ | -------- | -------------------------- | ------------------- |
| A      | alfa     | al fah                     | [ˈalfa]             |
| B      | bravo    | bra vo ou bra vo           | [ˈbravo]            |
| C      | charlie  | tchah li                   | [ˈtʃali]            |
| D      | delta    | del tah                    | [ˈdɛlta]            |
| E      | echo     | èk o                       | [ˈɛko]              |
| F      | foxtrot  | fox trott                  | [ˈfɔkstrɔt]         |
| G      | golf     | golf                       | [ˈɡɔlf]             |
| H      | hotel    | ho tèll                    | [hoˈtɛl]            |
| I      | india    | in di ah                   | [ˈɪndia]            |
| J      | juliett  | djou li ètt ou djou li ètt | [ˈdʒuliˈɛt]         |
| K      | kilo     | ki lo                      | [ˈkilo]             |
| L      | lima     | li mah                     | [ˈlima]             |
| M      | mike     | maïk                       | [ˈmai̯k]             |
| N      | november | no vèmm ber                | [noˈvɛmba]          |
| O      | oscar    | oss kar                    | [ˈɔska]             |
| P      | papa     | pah pah                    | [paˈpa]             |
| Q      | quebec   | ké bèk                     | [keˈbɛk]            |
| R      | romeo    | ro mi o                    | [ˈromio]            |
| S      | sierra   | si èr rah                  | [siˈɛra]            |
| T      | tango    | tang go                    | [ˈtaŋgo]            |
| U      | uniform  | you ni form                | [ˈjunifɔm, ˈunifɔm] |
| V      | victor   | vik tar                    | [ˈvɪkta]            |
| W      | whiskey  | ouiss ki                   | [ˈwɪski]            |
| X      | xray     | èkss ré                    | [ˈɛksrei̯]           |
| Y      | yankee   | yang ki                    | [ˈjaŋki]            |
| Z      | zulu     | zou lou                    | [ˈzulu]             |

| Nombre | Code           | Prononciation | (AFI}        |
| ------ | -------------- | ------------- | ------------ |
| 0      | zero           | zi ro         | [ˈziro]      |
| 1      | one            | ouann         | [ˈwan]       |
| 2      | two            | tou           | [ˈtu]        |
| 3      | three ('tree') | tri           | [ˈtri]       |
| 4      | four ('fower') | fo eur        | [ˈfoa]       |
| 5      | five ('fife')  | fa ïf         | [ˈfai̯f]      |
| 6      | six            | siks          | [ˈsɪks]      |
| 7      | seven          | sèv n         | [ˈsɛvən]     |
| 8      | eight          | eït           | [ˈei̯t]       |
| 9      | nine ('niner') | naï neu       | [ˈnai̯na]     |
| ,      | decimal        | dè si mal     | [ˈdeˈsiˈmal] |
| 00     | hundred        | hun-dred      | [ˈhandrɛd]   |
| 000    | thousand       | taou zend     | [ˈtau̯ˈzand]  |

Le code « nine » est prononcé comme « niner » pour éviter la confusion avec le mot allemand « nein », qui signifie « non » et qui se prononce comme le mot anglais « nine ». Le code « five » est prononcé comme « fife » pour éviter la confusion avec « fire » (« feu » en anglais) avec un accent non rhotique ou le r final n'est pas prononcé, cela pouvant signifier un incendie.
« alfa » et « juliett » sont volontairement orthographiés de manière à être prononçables au niveau international.

## Variantes
En aviation, le code « delta » est remplacé par « data », « dixie » ou « david » dans certains aéroports, dont l'Aéroport international Hartsfield-Jackson d'Atlanta, pour éviter la confusion avec l'indicatif d'appel « Delta », associé à la compagnie aérienne Delta Air Lines,.
Quelquefois, le code « one » peut être remplacé par « unit », ce qui signifie « unité ».